# Ámín ál-Srmítí
Mohamed Ámín ál-Srmítí (arabul: محمد أمين الشرميطي;  Szfaksz, 1987. december 26. –) tunéziai válogatott labdarúgó, aki jelenleg a Al-Arabi játékosa.